# Česnekovník
Česnekovník (Toona) je rod rostlin z čeledi zederachovité (Meliaceae). Zahrnuje 5 druhů opadavých nebo poloopadavých stromů se zpeřenými střídavými listy a drobnými květy v bohatých květenstvích. Plodem je tobolka. Česnekovníky jsou rozšířeny zejména v Asii, v menší míře i v Austrálii.
Česnekovníky poskytují kvalitní a vysoce ceněné dřevo, mají význam v lokální medicíně a jsou zdrojem barviv. Hospodářsky nejvýznamnější je česnekovník brvitý. V některých českých botanických zahradách a arboretech je vysazován česnekovník čínský.
Rod Toona byl v minulosti spojován s příbuzným americkým rodem cedrela (Cedrela).

## Popis
Česnekovníky jsou opadavé nebo poloopadavé stromy, dorůstající výšky až 50 metrů. Listy jsou střídavé, spirálně uspořádané, sudozpeřené nebo řidčeji lichozpeřené, zpravidla složené z více než 8 jařem celokrajných, zubatých nebo pilovitých lístků. Borka bývá šedohnědá, rozpukaná a někdy se odlupující v nepravidelných plátech. Vnitřní vrstva je růžová nebo červená.
Květy jsou drobné, jednopohlavné s dobře zachovalými zbytky orgánů opačného pohlaví nebo výjimečně oboupohlavné, uspořádané v bohatě větvených, převislých thyrsech, jejichž délka často přesahuje jeden metr. Kalich je tvořený 5 (až 6) volnými nebo srostlými lístky. Koruna je bílá, smetanová nebo růžová, tvořená 5 (6) volnými plátky.
Tyčinek je 5 (výjimečně 6) a jsou volné, vyrůstající z krátkého androgynoforu a někdy se střídající s 1 až 5 nitkovitými staminodii.
Semeník obsahuje 5 přihrádek, v nichž je po 6 až 10 vajíčkách. Čnělka je v samičích květech krátká, zatímco sterilní pistilodium v samčích květech je dlouhé a tenké.
Plodem je tence dřevnatá, přehrádkosečná (septifrágní) tobolka pukající 5 chlopněmi. Obsahuje mnoho křídlatých semen.

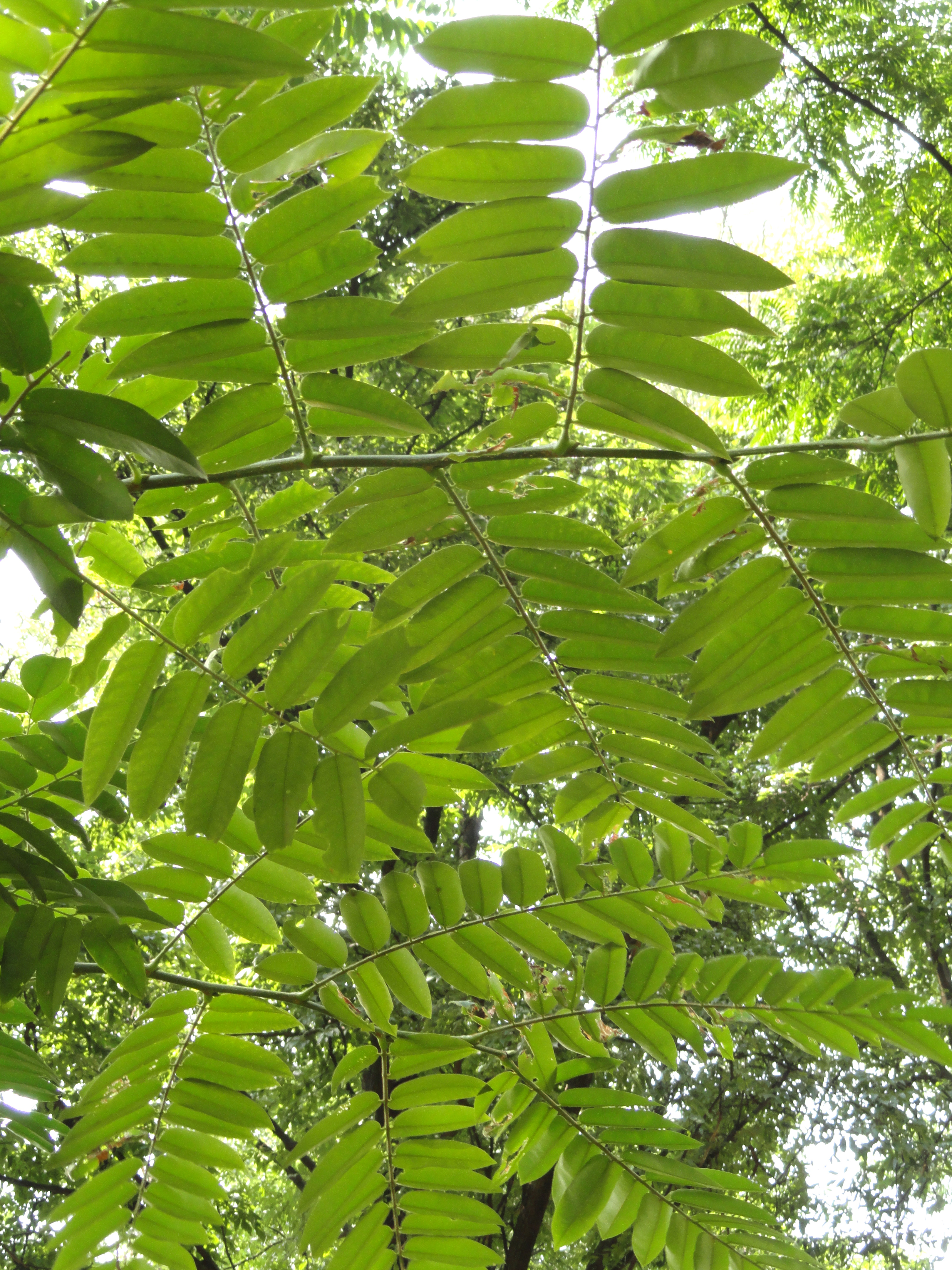
Listy česnekovníku čínského
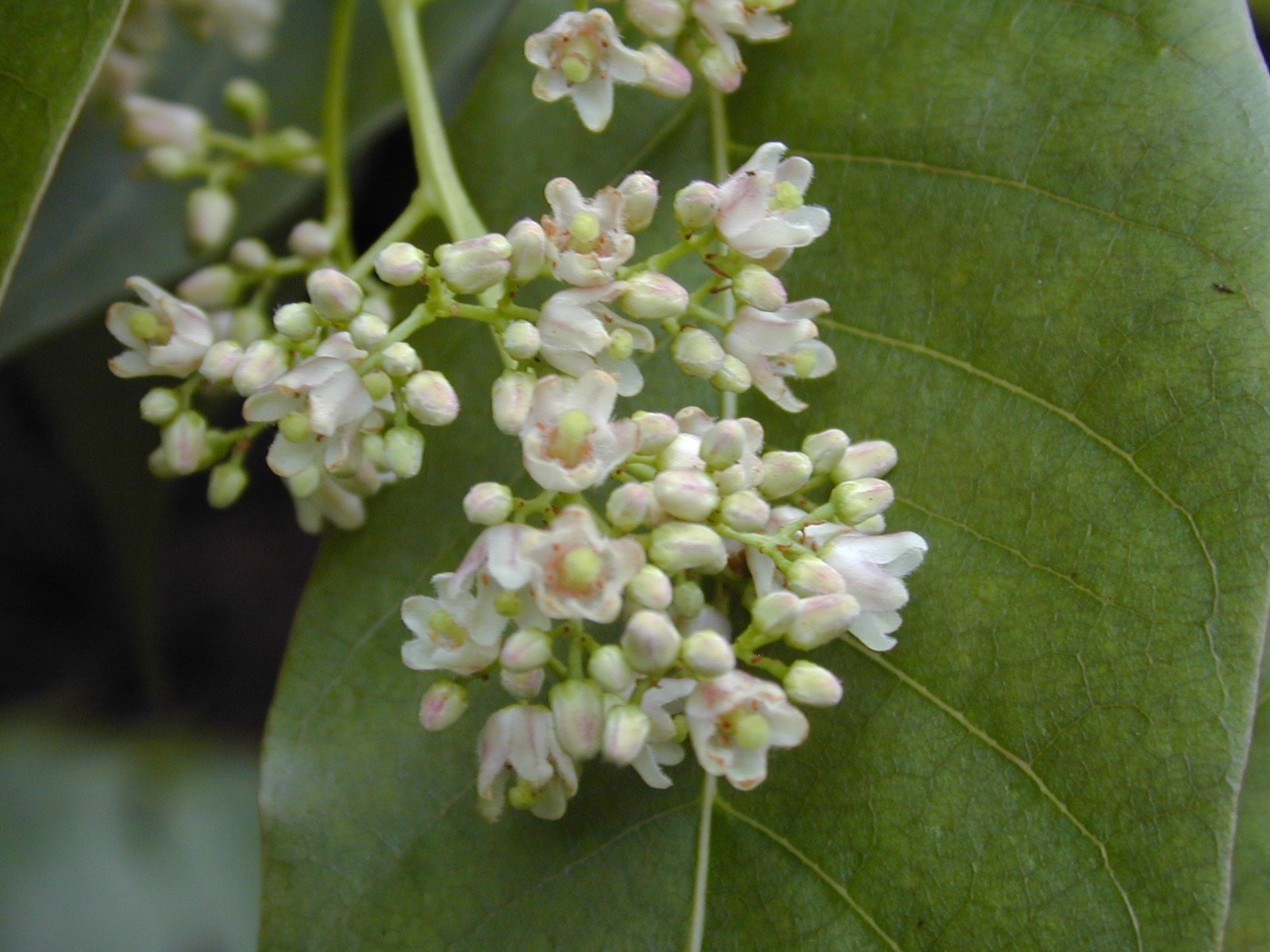
Květy česnekovníku brvitého
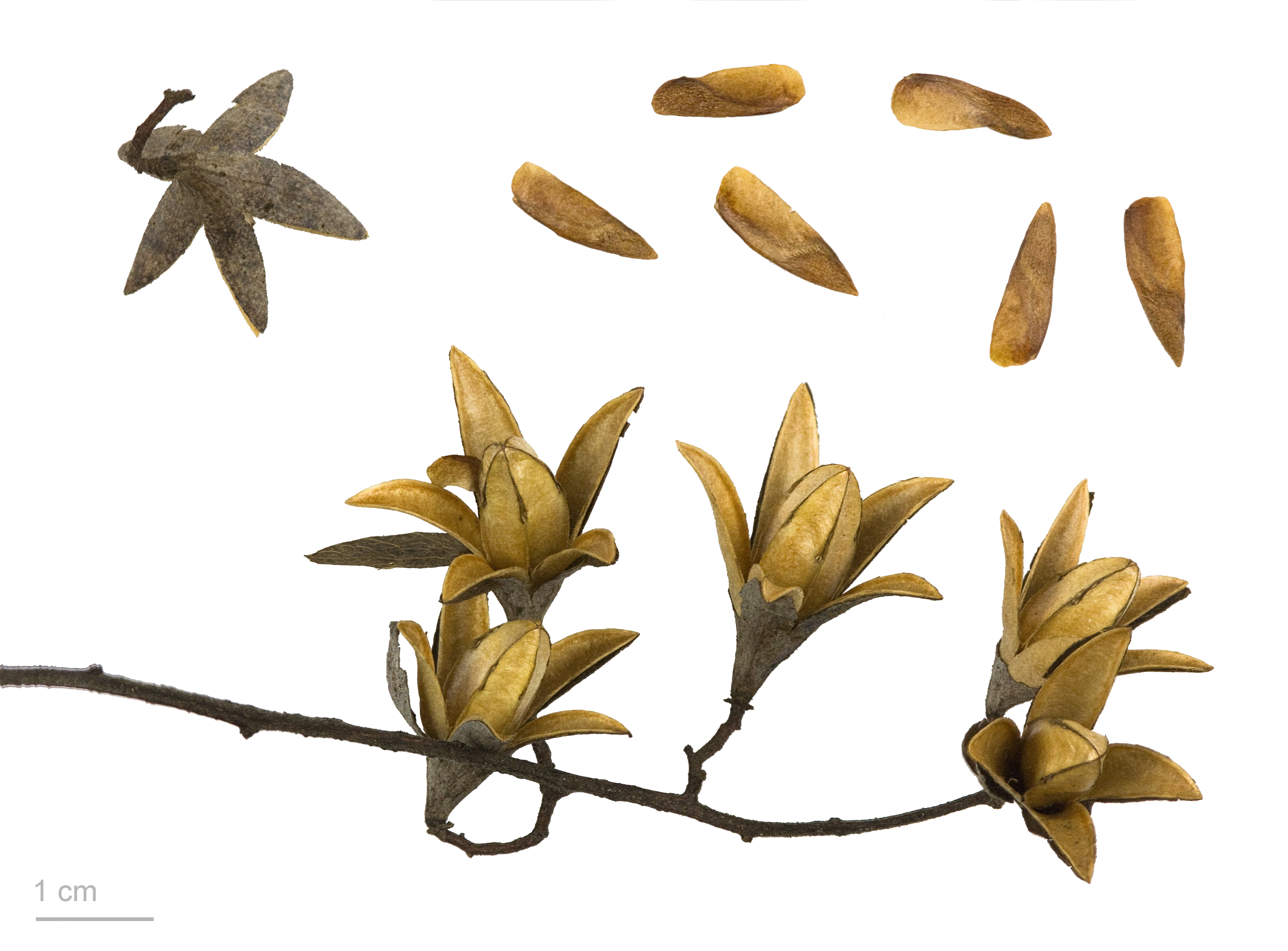
Suché plody česnekovníku čínského
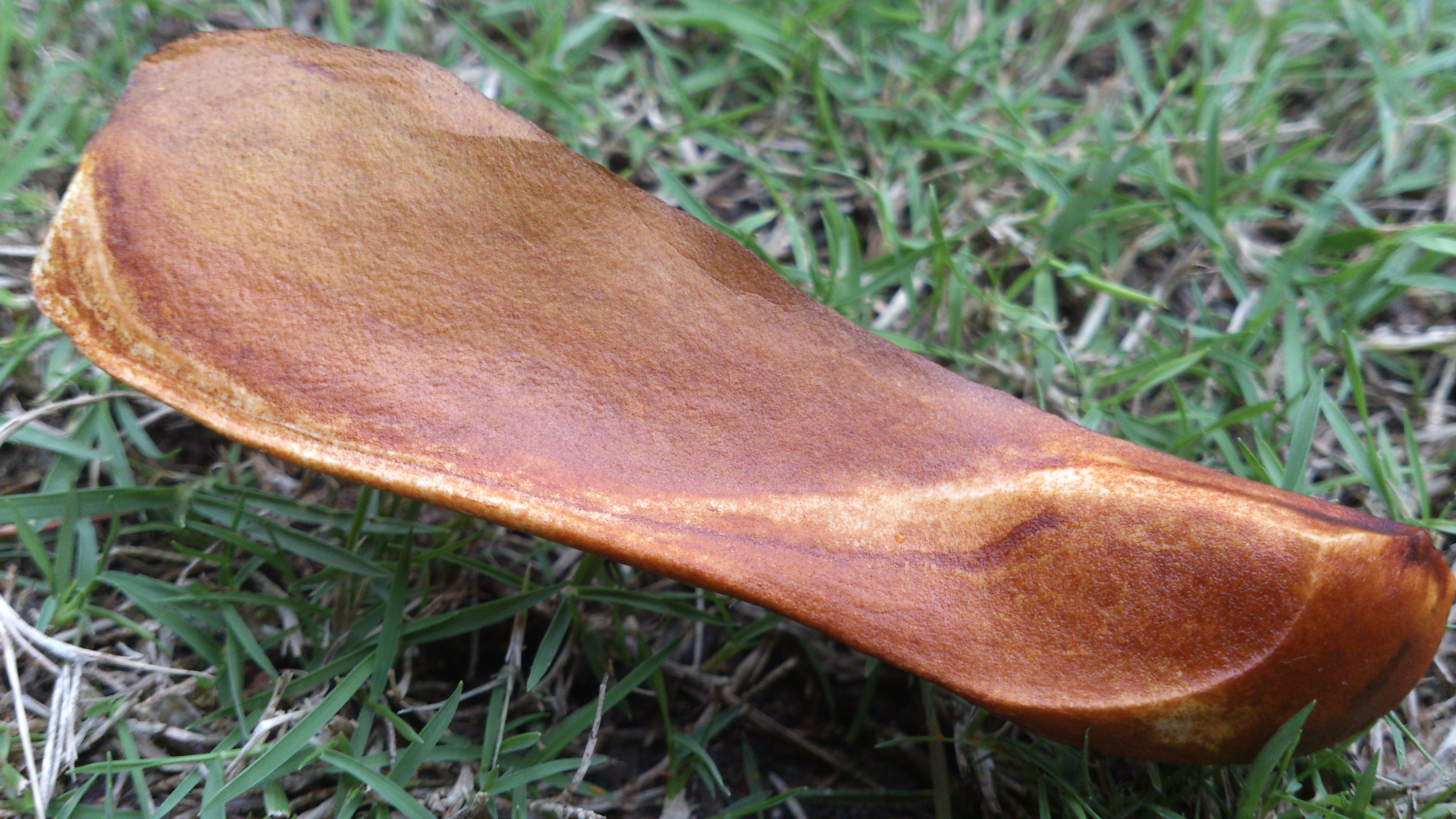
Semeno filipínského druhu Toona calantas

## Rozšíření
Rod česnekovník zahrnuje 5 druhů. Je rozšířen v Asii a Austrálii. Přirozený areál sahá od východního Pákistánu přes jižní Asii, Indočínu, Čínu, Indočínu, jihovýchodní Asii a Papuasii po východní Austrálii. Největší areál má česnekovník brvitý (T. hexandra). Toona calantas je endemit Filipín.
Česnekovníky rostou spíše v nižších nadmořských výškách s výjimkou česnekovníku čínského, který v Asii vystupuje i do montánních lesů. Na rozdíl od většiny ostatních zástupců čeledi zederachovité často obsazují světliny a okraje cest a rostou i v sekundárních lesích.

## Ekologické interakce
Česnekovníky jsou v Asii hostitelskými rostlinami housenek přástevníků Creatonotos transiens a Spilosoma obliqua a různých drobných druhů můr z čeledí píďalkovití, obalečovití, slimákovcovití aj. Ve větvích vrtají housenky drvopleně Zeuzera coffeae.
V tlejících kmenech česnekovníku brvitého se v severovýchodní Austrálii vyvíjejí larvy vzácného roháče Phalacrognathus muelleri. V minulosti se mělo za to, že larvy obývají převážně jen tento druh stromu, později však byly nalezeny i v tlejícím dřevě dalších druhů. Dalším druhem, který se vyvíjí ve dřevě tohoto stromu, je tesařík Acalolepta mixta.
Na rubu listů česnekovníků bývají domatia v podobě trojúhelníkovitých kapsiček věnčených chlupy. Domatia jsou obývána symbiotickými roztoči.

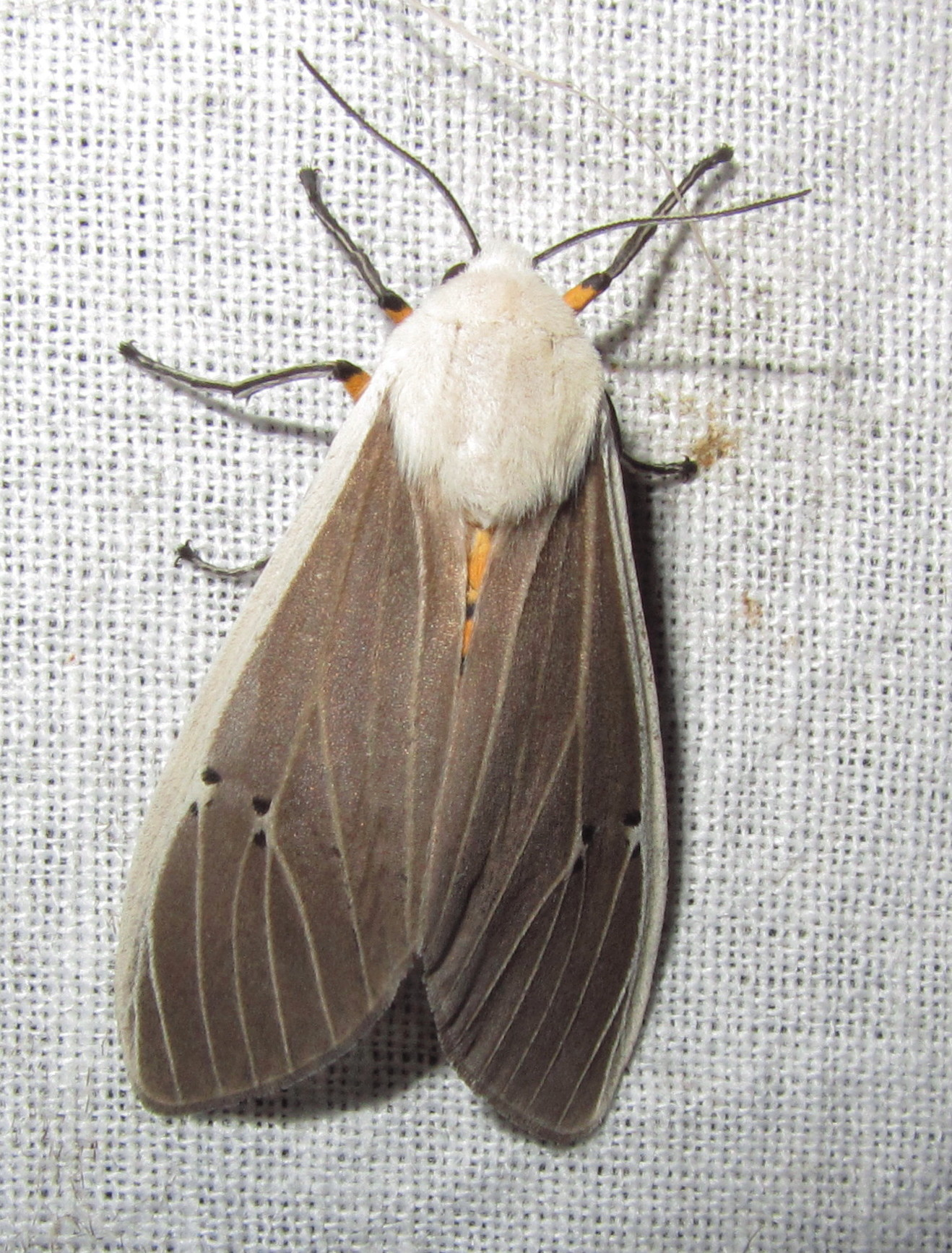
Přástevník Creatonotos transiens
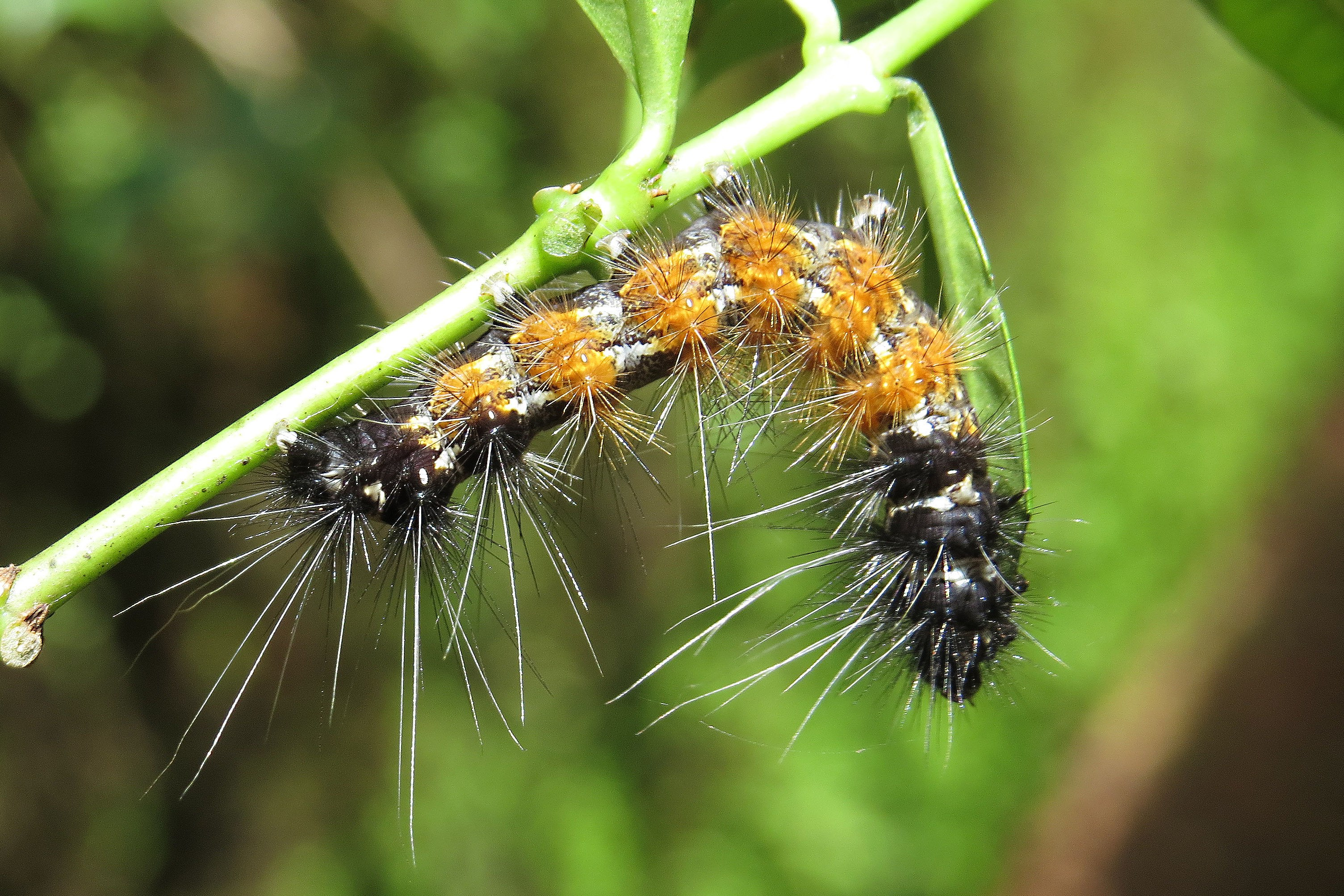
Housenky přástevníka Spilosoma obliqua
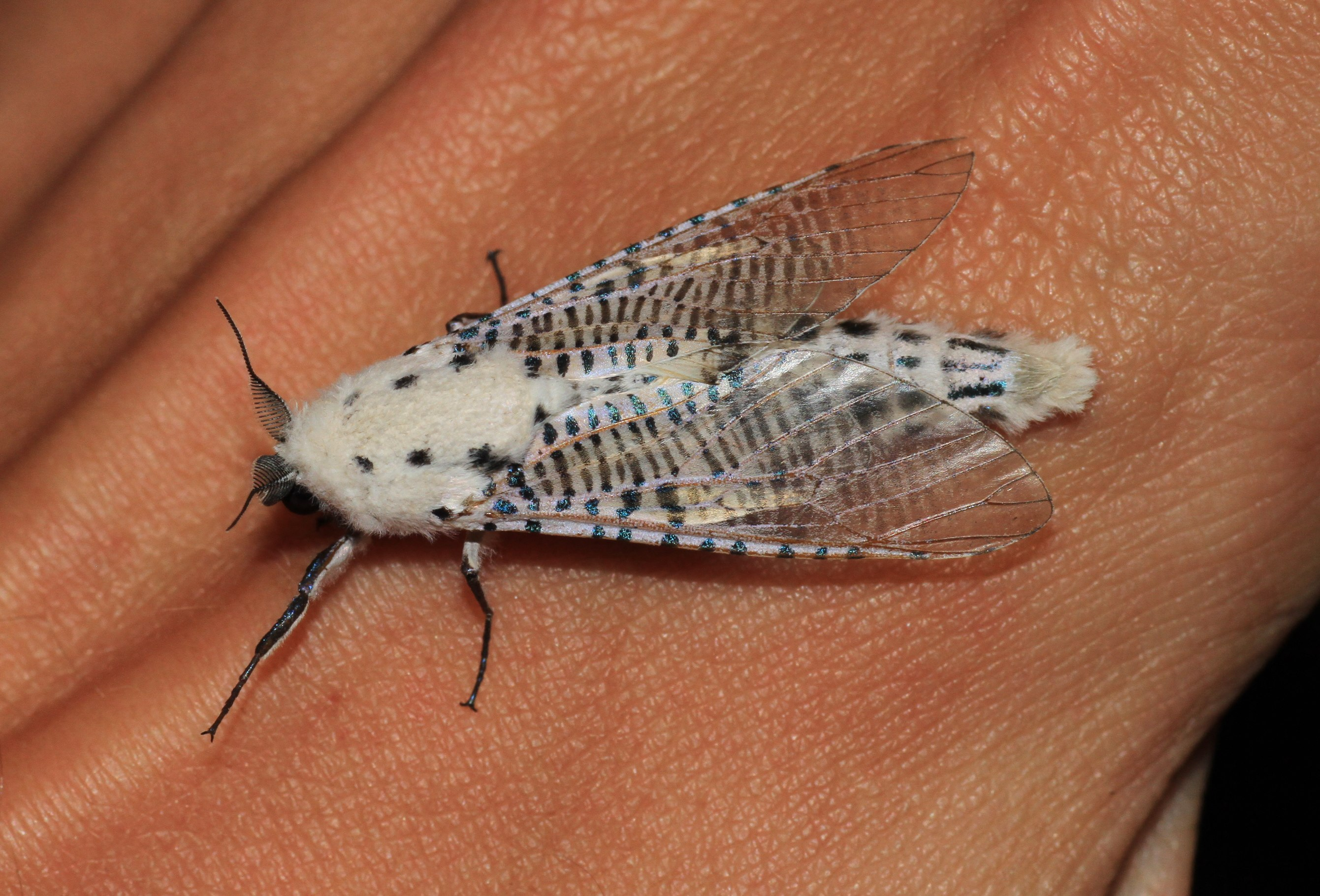
Drvopleň Zeuzera coffeae
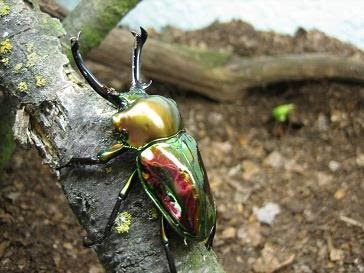
Australský roháč Phalacrognathus muelleri

## Taxonomie
V minulosti byl rod Toona někdy vřazován do neotropického rodu Cedrela. Podle výsledků fylogenetických studií jsou oba rody monofyletické a představují sesterské větve v rámci tribu Cedreleae čeledi Meliaceae. Jsou dobře vymezeny i na základě morfologických znaků.

## Zástupci
- česnekovník brvitý (Toona hexandra, syn. T. ciliata)
- česnekovník čínský (Toona sinensis)

## Význam
Česnekovníky jsou zdrojem kvalitního dřeva. Největší hospodářský význam má česnekovník brvitý, jehož dřevo je vysoce ceněno zejména v Indii a Austrálii. Je známo pod názvem spanish cedar nebo australian red cedar a má široké použití ve venkovních i vnitřních podmínkách. Slouží jako stavební dřevo, k výrobě lodí, luxusního nábytku i hudebních nástrojů, sportovního náčiní aj. Těží se také česnekovník čínský a Toona sureni, jejichž dřevo je obchodováno pod názvem surian.
Odvar z květů česnekovníku brvitého slouží v Indii k barvení hedvábí do žlutých a červených odstínů. Obsaženým pigmentem je ester krocetinu.
Některé druhy mají význam v asijské medicíně. Kůra česnekovníku brvitého a Toona sureni má silně svíravé účinky a používá se při léčbě průjmů, úplavice ap. Listy česnekovníku čínského jsou v Číně a jihovýchodní Asii používány jako zelenina, v Indii jako krmivo pro dobytek. Česnekovník brvitý je v Indii často vysazován jako pouliční strom.
Česnekovník čínský je jediný druh čeledi zederachovité, který je možno pěstovat ve středoevropských podmínkách celoročně venku. Je vysazen v Průhonickém parku, Pražské botanické zahradě v Tróji a v Arboretu Žampach. Zcela výjimečný je jeho kultivar 'Flamingo', jehož mladé olistění na jaře má růžovou barvu. Tento kultivar je vysazen např. v Dendrologické zahradě v Průhonicích. Bývá nabízen i v České republice, je však choulostivý a v zimě trpí namrzáním.

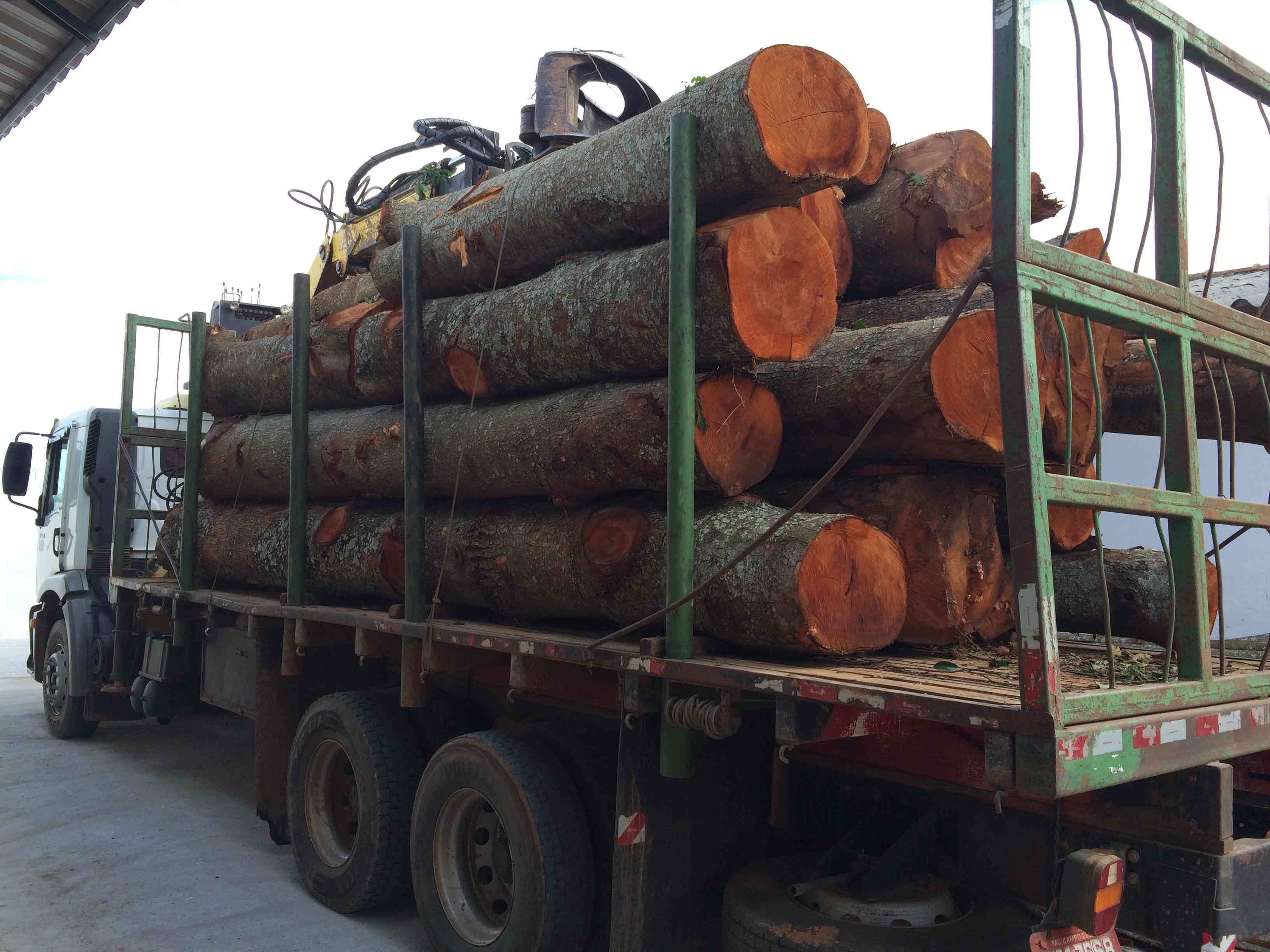
Kmeny česnekovníku brvitého z plantáží v Brazílii
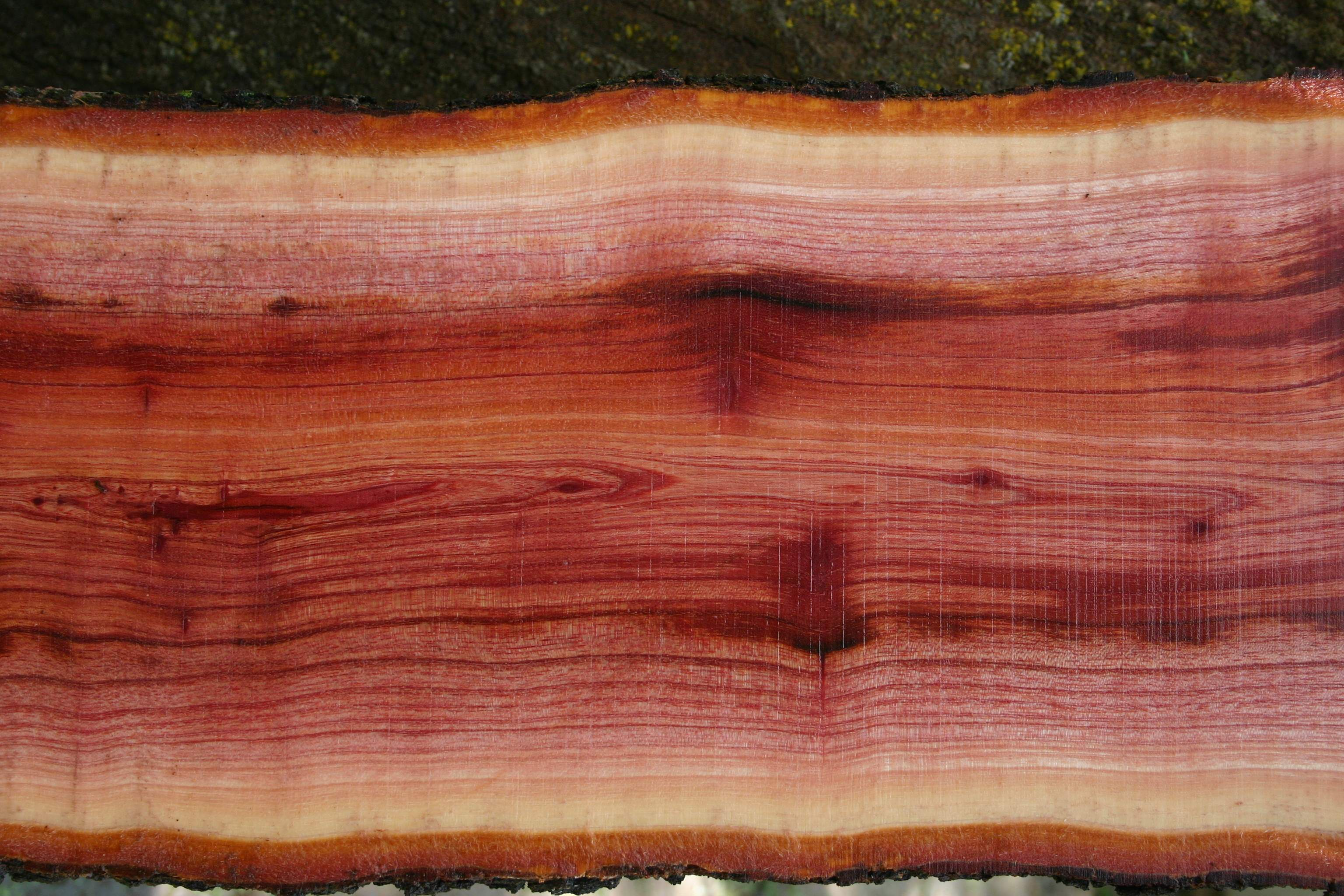
Dřevo česnekovníku brvitého

## Přehled druhů a jejich rozšíření
- Toona calantas – endemit Filipín
- Toona fargesii – Čína a východní Himálaj
- Toona hexandra – Pákistán až východní Austrálie
- Toona sinensis – Čína, Indický subkontinent, Indočína, jihovýchodní Asie
- Toona sureni – Himálaj až Malajský poloostrov a Filipíny